# Вентиляційні двері

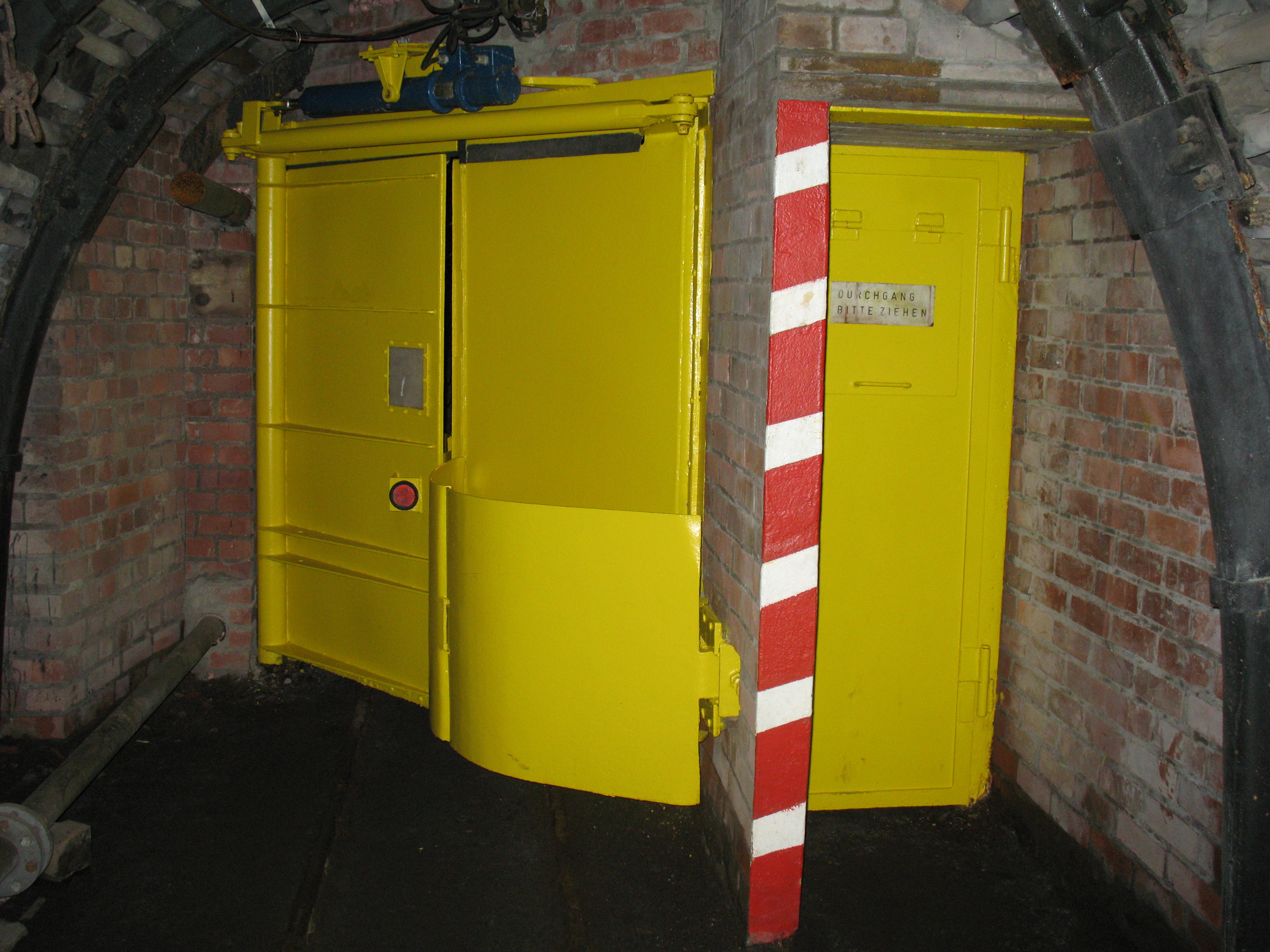
Вентиляційні двері у гірничому музеї, м. Бохум, Німеччина.

Вентиляційні двері (англ. mine door, weather door, air door, check door, ventilation door) — двері, призначені для часткового або повного перекриття доступу повітря в деякі виробки шахти.